# Мэр Монреаля
Мэр Монреаля (фр. Maire de Montréal) — глава исполнительной власти города Монреаль в провинции Квебек, Канада. Мэр, во главе администрации, управляет всеми органами муниципального самоуправления, следит за соблюдением федеральных, провинциальных и муниципальных законов.
Нынешний мэр города — Валери Плант, вступила в должность в 2017 году.

## История должности
Монреаль был основан в 1534 году. Город являлся частью французской колонии Новая Франция. В 1763 году после семилетней войны земли перешли Великобритании. Создание должности градоначальника могло произойти только вместе с созданием муниципального самоуправления.
5 июня 1833 года городской совет Монреаля, на основе результатов первого в истории города опроса, проведённого двумя днями ранее, учредил должность мэра и назначил на неё Жака Виже.Примечательно: параллельно с вопросом о назначении мэра, в городском совете рассматривался закон о чистоте улиц.
До 1851 года мэр назначался городским советом, впоследствии данное право перешло к жителем города, и должность стала выборной. Первым мэром, избранным гражданским населением является Чарлз Уилсон.
Мэры Монреаля нередко становились важными политическими персонами в Канаде, начиная от депутатов Национального собрания или сенаторов Нижней Канады (Адемар Рейно или Генри Старнс), заканчивая министрами обороны и премьер-министрами (Альфонс Дежарден или Джон Эбботт).
За всю историю существования должности сменилось 50 мэров, некоторые из которых после какой-то паузы заново избирались на эту должность.
- Жозеф Бурре занимал должность в 1842—1844, 1847—1849 годах[7];
- Генри Старнс занимал должность в 1856—1858, 1866—1868 годах[8];
- Жан-Луи Бодри занимал должность в 1862—1866, 1877—1879, 1881—1885 годах[9];
- Медерик Мартен занимал должность в 1914—1924, 1926—1928 годах[3][10];
- Камийен Уд занимал должность в 1928—1932, 1934—1936, 1938—1940, 1944—1954 годах[6][11];
- Адемар Рейно занимал должность в 1936—1938, 1940—1944 годах[5];
- Жан Драпо занимал должность в 1954—1957, 1960—1986 годах[12].

## Партийная принадлежность
Первые муниципальные политические партии стали появляться в Монреале в середине XX века. До этого, лицо, занимающее пост мэра, могло состоять в провинциальной или федеральной партии, однако эти партии не выставляли своих кандидатов на выборы, мэр самостоятельно проходил все сопутствующие процедуры.
Ситуация изменилась кардинально в 1950-х годах, когда из-за растущей роли общественности в мегаполисе с числом жителей более миллиона, стали появляться муниципальные политические партии. Первой партией, кандидат от которой стал мэром, была Лига гражданских активистов, которая привела к власти Жана Драпо. Сарто Фурнье, следующий мэр Монреаля, не состоял ни в одной муниципальной партии, что, в принципе, не помешало ему выиграть выборы. Следующие выборы были выиграны Жаном Драпо, однако уже в составе другой партии — Гражданской.
В 1986 году администрацию города возглавил Жан Доре, поддерживаемый Монреальским гражданским движением; в 1994 — Пьер Бурк, поддерживаемый Взглядом Монреаля. С 2002 года по 2012 год мэром города являлся Жеральд Трамбле, поддерживаемый Объединённым Монреалем. Либерал Дени Кодер, мэр с 2013 года, зарегистрировал собственную городскую политическую партию «Команда Дени Кодера».

### Партии, кандидаты от которых становились мэрами
Пока ни одна муниципальная партия Монреаля не выпустила более чем одного мэра города.
Кандидаты от этих партий стали мэрами Монреаля:
- Объединённый Монреаль (Union Montreal)[14];
- Взгляд Монреаля (Vision Montreal)[13];
- Гражданская партия (Civic Party of Montreal);
- Монреальское гражданское движение (Montreal Citizens' Movement);
- Лига гражданских активистов (Civic Action League).

## Официальная оппозиция
По многим позициям, мэру Монреаля приходится считаться с Официальной оппозицией, появившейся в 1974 году. С 1978 года в диалоге с администрацией Официальная оппозиция представляется лидером официальной оппозиции. Бывали случаи, когда лидеры официальной оппозиции становились мэрами Монреаля.
| Имя                      | Годы во главе оппозиции            | Годы правления в качестве мэра |
| ------------------------ | ---------------------------------- | ------------------------------ |
| Жан Доре Jean Doré       | 1984—1986                          | 1986—1994                      |
| Пьер Бурк Pierre Bourque | 2001—2003, (с перерывом) 2003—2006 | 1994—2001                      |

## Список мэров
| #  | Имя на русском языке         | Имя на родном языке      | Портрет | Годы правления                  | Годы жизни | Партия                                                                     |
| -- | ---------------------------- | ------------------------ | ------- | ------------------------------- | ---------- | -------------------------------------------------------------------------- |
| 1  | Жак Виже                     | Jacques Viger            |         | 1833—1836                       | 1787—1858  | Н/Д                                                                        |
| 2  | Питер Макгилл                | Peter McGill             |         | 1840—1842                       | 1789—1860  | Н/Д                                                                        |
| 3  | Жозеф Бурре                  | Joseph Bourret           |         | 1842—1844                       | 1802—1859  | Н/Д                                                                        |
| 4  | Феррье Джеймс, Джеймс Феррье | James Ferrier            |         | 1844—1846                       | 1800—1888  | Н/Д                                                                        |
| 5  | Джон Истон Миллз             | John Easton Mills        |         | 1846—1847                       | 1796—1847  | Н/Д                                                                        |
| 6  | Жозеф Бурре Во второй раз    | Joseph Bourret           |         | 1847—1849                       | 1802—1859  | Н/Д                                                                        |
| 7  | Эдуар-Реймон Фабр            | Édouard-Raymond Fabre    |         | 1849—1851                       | 1799—1854  | Н/Д                                                                        |
| 8  | Чарлз Уилсон                 | Charles Wilson           |         | 1851—1854                       | 1808—1877  | Н/Д                                                                        |
| 9  | Волфред Нелсон               | Wolfred Nelson           |         | 1854—1856                       | 1791—1863  | Н/Д                                                                        |
| 10 | Генри Старнс Во второй раз   | Henry Starnes            |         | 1856—1858                       | 1816—1896  | Н/Д                                                                        |
| 11 | Шарль-Серафен Родье          | Charles-Séraphin Rodier  |         | 1858—1862                       | 1797—1876  | Н/Д                                                                        |
| 12 | Жан-Луи Бодри                | Jean-Louis Beaudry       |         | 1862—1866                       | 1809—1886  | Н/Д                                                                        |
| 13 | Генри Старнс                 | Henry Starnes            |         | 1866—1868                       | 1816—1896  | Н/Д                                                                        |
| 14 | Уильям Уоркман               | William Workman          |         | 1868—1871                       | 1807—1878  | Н/Д                                                                        |
| 15 | Шарль-Жозеф Курсоль          | Charles-Joseph Coursol   |         | 1871—1873                       | 1819—1888  | Н/Д                                                                        |
| 16 | Фрэнсис Кэссиди              | Francis Cassidy          |         | 1873                            | 1827—1873  | Н/Д                                                                        |
| 17 | Элдис Бернар                 | Aldis Bernard            |         | 1873—1875                       | 1810—1876  | Н/Д                                                                        |
| 18 | Уильям Хейлз Хингстон        | William Hales Hingston   |         | 1875—1877                       | 1829—1907  | Н/Д                                                                        |
| 19 | Жан-Луи Бодри Во второй раз  | Jean-Louis Beaudry       |         | 1877—1879                       | 1809—1886  | Н/Д                                                                        |
| 20 | Север Ривар                  | Sévère Rivard            |         | 1879—1881                       | 1834—1888  | Н/Д                                                                        |
| 21 | Жан-Луи Бодри в третий раз   | Jean-Louis Beaudry       |         | 1881—1885                       | 1809—1886  | Н/Д                                                                        |
| 22 | Оноре Богран                 | Honoré Beaugrand         |         | 1885—1887                       | 1848—1906  | Н/Д                                                                        |
| 23 | Джон Джозеф Колдуэлл Эббот   | John Abbott              |         | 1887—1888                       | 1821—1893  | Н/Д                                                                        |
| 24 | Жак Гренье                   | Jacques Grenier          |         | 1889—1891                       | 1823—1909  | Н/Д                                                                        |
| 25 | Джеймс Макшейн               | James McShane            |         | 1891—1893                       | 1833—1918  | Н/Д                                                                        |
| 26 | Альфонс Дежарден             | Alphonse Desjardins      |         | 1893—1894                       | 1841—1912  | Н/Д                                                                        |
| 27 | Жозеф-Октав Вильнёв          | Joseph-Octave Villeneuve |         | 1894—1896                       | 1836—1901  | Н/Д                                                                        |
| 28 | Ричард Уилсон-Смит           | Richard Wilson-Smith     |         | 1896—1898                       | 1852—1912  | Н/Д                                                                        |
| 29 | Реймон Префонтен             | Raymond Préfontaine      |         | 1898—1902                       | 1850—1905  | Н/Д                                                                        |
| 30 | Джеймс Кокрейн               | James Cochrane           |         | 1902—1904                       | 1852—1905  | Н/Д                                                                        |
| 31 | Ормидас Лапорт               | Hormidas Laporte         |         | 1904—1906                       | 1850—1934  | Н/Д                                                                        |
| 32 | Генри Арчер Экерс            | Henry Archer Ekers       |         | 1906—1908                       | 1855—1937  | Н/Д                                                                        |
| 33 | Луи Пейетт                   | Louis Payette            |         | 1908—1910                       | 1854—1932  | Н/Д                                                                        |
| 34 | Джеймс Джон Герен            | James John Edmund Guerin |         | 1910—1912                       | 1856—1932  | Н/Д                                                                        |
| 35 | Луи-Арсен Лавалле            | Louis-Arsène Lavallée    |         | 1912—1914                       | 1861—1936  | Н/Д                                                                        |
| 36 | Медерик Мартен               | Médéric Martin           |         | 1914—1924                       | 1869—1946  | Н/Д                                                                        |
| 37 | Шарль Дюкетт                 | Charles Duquette         |         | 1924—1928                       | 1869—1937  | Н/Д                                                                        |
| 38 | Медерик Мартен Во второй раз | Médéric Martin           |         | 1926—1928                       | 1869—1946  | Н/Д                                                                        |
| 39 | Камийен Уд                   | Camillien Houde          |         | 1928—1932                       | 1889—1958  | Н/Д                                                                        |
| 40 | Фернан Ренфре                | Fernand Rinfret          |         | 1932—1934                       | 1883—1939  | Н/Д                                                                        |
| 41 | Камийен Уд Во второй раз     | Camillien Houde          |         | 1934—1936                       | 1889—1958  | Н/Д                                                                        |
| 42 | Адемар Рейно                 | Adhémar Raynault         |         | 1936—1938                       | 1881—1984  | Н/Д                                                                        |
| 43 | Камийен Уд в третий раз      | Camillien Houde          |         | 1938—1940                       | 1889—1958  | Н/Д                                                                        |
| 44 | Адемар Рейно Во второй раз   | Adhémar Raynault         |         | 1940—1944                       | 1881—1984  | Н/Д                                                                        |
| 45 | Камийен Уд в четвёртый раз   | Camillien Houde          |         | 1944—1954                       | 1889—1958  | Н/Д                                                                        |
| 46 | Жан Драпо                    | Jean Drapeau             |         | 1954—1957                       | 1916—1999  | Лига гражданских активистов (Ligue d'action civique)                       |
| 47 | Сарто Фурнье                 | Sarto Fournier           | 136px   | 1944—1954                       | 1889—1958  | Н/Д                                                                        |
| 48 | Жан Драпо Во второй раз      | Jean Drapeau             |         | 1960—1986                       | 1916—1999  | Гражданская партия (Civic Party of Montreal)                               |
| 49 | Жан Доре                     | Jean Doré                |         | 1986—1994                       | 1944—2015  | Монреальское гражданское движение (Rassemblement des citoyens de Montréal) |
| 50 | Пьер Бурк                    | Pierre Bourque           |         | 1994—2001                       | 1942       | Взгляд Монреаля (Équipe Harel - Vision Montréal)                           |
| 51 | Жеральд Трамбле              | Gérald Tremblay          |         | 2002—2012                       | 1942       | Объединённый Монреаль (Équipe Tremblay - Union Montréal)                   |
| 52 | Майкл Эпплбаум               | Michael Applebaum        |         | 19 ноября 2012 – 18 июня 2013   | 1963       | Беспартийный                                                               |
| 53 | Лоран Бланшар                | Laurent Blanchard        |         | 25 июня 2013 – 14 ноября 2013   | 1952       | Беспартийный                                                               |
| 54 | Дени Кодер                   | Denis Coderre            |         | 14 ноября 2013 – 16 ноября 2017 | 1963       | Команда Дени Кодера                                                        |
| 55 | Валери Плант                 | Valérie Plante           |         | 16 ноября 2017 — н. в.          | 1974       | Проект Монреаль — Команда Валери Плант                                     |

Партии
 Беспартийный
 Объединённый Монреаль
 Взгляд Монреаля
 Монральское гражданское движение
 Гражданская партия
 Лига гражданских активистов
 Проект Монреаль — Команда Валери Плант